# Jiří Hudec
Jiří Hudec (República Checa, 15 de agosto de 1964) es un atleta checo retirado especializado en la prueba de 60 m vallas, en la que consiguió ser subcampeón europeo en pista cubierta en 1992.

## Carrera deportiva
En el Campeonato Europeo de Atletismo en Pista Cubierta de 1985 ganó la medalla de plata en los 60 m vallas, con un tiempo de 7.68 segundos, tras el húngaro György Bakos  y por delante del soviético Vyacheslav Ustinov  (bronce con 7.70 segundos).
Varios años después, en el Campeonato Europeo de Atletismo en Pista Cubierta de 1992 ganó la medalla de bronce en la misma distancia, con un tiempo de 7.72 segundos, tras el letón Igors Kazanovs y el polaco Tomasz Nagórka.